# Shanwei
Shanwei, tidigare romaniserat Swabue, är en stad på prefekturnivå i provinsen Guangdong i Folkrepubliken Kina. Den ligger omkring 230 kilometer öster om provinshuvudstaden Guangzhou och är belägen på den östra delen av provinsens kustremsa som vetter åt Sydkinesiska havet.

## Språk
Majoriteten av ortens invånare talar en variant av minnan-dialekten som också dominerar södra Fujian-provinsen.

## Historia
Shanwei var skådeplats för den första kinesiska sovjeten, Hailufeng-sovjeten, som grundades av kommunisterna Peng Pai och Ye Ting i november 1927 i efterdyningarna av Nanchangupproret samma år. Sovjeten fick sitt namn av en sammanslagning de två orter som den kontrollerade under sin korta existens, Haifeng och Lufeng.
Under början av 2000-talet kom orten åter i blickfånget på grund av en rad sociala protester mot lokala myndigheter. 2005 protesterade byinnevånarna i köpingen Dongzhou i ett halvår mot att myndigheterna skulle fylla ut land för att bygga ett nytt kraftverk.

## Administrativ indelning
Shanwei består av ett stadsdistrikt, en stad på häradsnivå och två härad:
| Shanwei                     | Shanwei   | Shanwei      | Shanwei            | Shanwei           | Shanwei   | Shanwei                       |
| --------------------------- | --------- | ------------ | ------------------ | ----------------- | --------- | ----------------------------- |
| Chengqu Haifeng Luhe Lufeng |           |              |                    |                   |           |                               |
| Namn                        | Kinesiska | Pinyin       | Typ                | Befolkning (2020) | Yta (km²) | Befolknings- täthet (inv/km²) |
| Chengqu                     | 城区      | Chéng qū     | Stadsdistrikt      | 450 959           | 421       | 1 071                         |
| Haifeng                     | 海丰县    | Hǎifēng xiàn | Härad              | 802 454           | 1 750     | 459                           |
| Luhe                        | 陆河县    | Lùhé xiàn    | Härad              | 249 242           | 986       | 253                           |
| Lufeng                      | 陆丰市    | Lùfēng shì   | Stad på häradsnivå | 1 235 827         | 1 681     | 735                           |

## Klimat
Genomsnittlig årsnederbörd är 2 202 millimeter. Den regnigaste månaden är maj, med i genomsnitt 554 mm nederbörd, och den torraste är januari, med 27 mm nederbörd.